# GameKing
GameKing é um console portátil de 8-bit produzido pela empresa chinesa TimeTop desde 2003 e baseado em uma CPU 65C02 que roda a 6.0 MHz. Existem em três variações, o original GameKing, o GameKing II e o GameKing III, com a maioria das diferenças estéticas e ergonômicas.
Os consoles têm acima um circuito capaz de som multi-canal, música e reprodução de som digital , mas tem sido equipados com uma tela LCD de incrível má qualidade a preto e branco, apenas apoiando quatro tons de cinza e com uma resolução muito baixa (48 por 32 pixels), combinada com uma taxa de atualização lenta, fraca legibilidade e ajustamentos, em comparação com o original Game Boy.
A qualidade dos seus jogos pode ser comparado a alguns dos melhores jogos antigos de celular (excluindo os jogos Java), enquanto que a sua reprodução velocidade (deslocamento, etc) e áudio é muito superior aos encontrados em telefones celulares (multi-canal e amostras de música digitalizada além das vozes são muito comuns em jogos GameKing).

## Modelos e características

### GameKing "I"
O original console GameKing é parecido com o estilo do Nintendo Game Boy Advance e vem em uma ampla gama de vivas cores, quer opaca ou transparente, e usa 2 pilhas tamanho AAA .O GameKing original precisa de uma tela retro-iluminado, uma funcionalidade que foi acrescentada no seu "sucessor", o GameKing II.

### GameKing "II"
O GameKing II, por outro lado, é parecido com o estilo do PSP, vem em cores mais sóbrias (preto, cinza, branco ou aqui-ambientais mas amarelo aqueles que existem), e utiliza 3 pilhas tamanho AAA, dos quais apenas 2 são utilizadas para ligar efetivamente o hardware do GameKing, enquanto a terceiro serve para ligar o seu amplificador de áudio built-in (um pouco mais potente do que o do GameKing original) e sua tela LCD retroiluminada (que pode ser ligada e desligada à vontade, em função da iluminação externa condições, economizando energia). A unidade pode ainda trabalhar com 2 pilhas, com som e iluminação desabilitados.
Além disso, o GameKing II tem um fundo cor fixo para a sua foto e tela LCD, apenas visível quando a iluminação é ligada. Esta é, provavelmente para dar a falsa impressão de ter um LCD colorido, como esta ilusório em sua na sua caixa.
A imagem pode variar entre os diferentes modelos GameKing, no entanto, tem sobretudo um efeito negativo sobre a legibilidade tela quando o fundo for ligado.
Este fundo de imagem também pode ser removida ou substituída simplesmente por abrir a máquina e remover o pequeno plástico transparência por trás do LCD. Removê-lo usando a iluminação torna muito mais eficaz.